# Epicorsia chiapalis
Epicorsia chiapalis là một loài bướm đêm trong họ Crambidae.